# Lucien Démanet
Georges Lucien Démanet (6 de dezembro de 1874 – desc.) foi um ginasta francês que competiu em provas de ginástica artística.
Aos 26 anos, foi representante da França nos Jogos de Paris, em 1900. Na ocasião, disputou a prova dos exercícios combinados individuais, que contaram com as rotações da barra fixa, barras paralelas, argolas, cavalo com alças, solo, salto sobre o cavalo, salto em altura combinado, salto em distância, salto com vara, escalada e halterofilismo, em um total de 293 pontos. Ao final das disputas, saiu-se medalhista de bronze, após ser superado pelos compatriotas Gustave Sandras e Noël Bas.